# Municipio de Nicolás Flores
El municipio de Nicolás Flores es uno de los ochenta y cuatro municipios que conforman el estado de Hidalgo, México. La cabecera municipal es la localidad de Nicolás Flores y la localidad más poblada es Bocua.
El municipio se localiza al norte del territorio hidalguense entre los paralelos 20°41′ y 20°54′ de latitud norte; los meridianos 99°4′ y 99°18′ de longitud oeste; con una altitud entre 900 y 2800 m s. n. m. Este municipio cuenta con una superficie de 249.71 km², y representa el 1.20 % de la superficie del estado; dentro de la región geográfica denominada Sierra Gorda aunque culturalmente se relacione con los municipios del Valle del Mezquital.
Colinda al norte con los municipios de Zimapán y Jacala de Ledezma; al este con los municipios de Jacala de Ledezma, Tlahuiltepa y Cardonal; al sur con los municipios de Cardonal e Ixmiquilpan; al oeste con el municipio de Zimapán.

## Toponimia
Nombrado así en honor al general Nicolás Flores Rubio.

## Geografía

### Relieve e hidrográfica

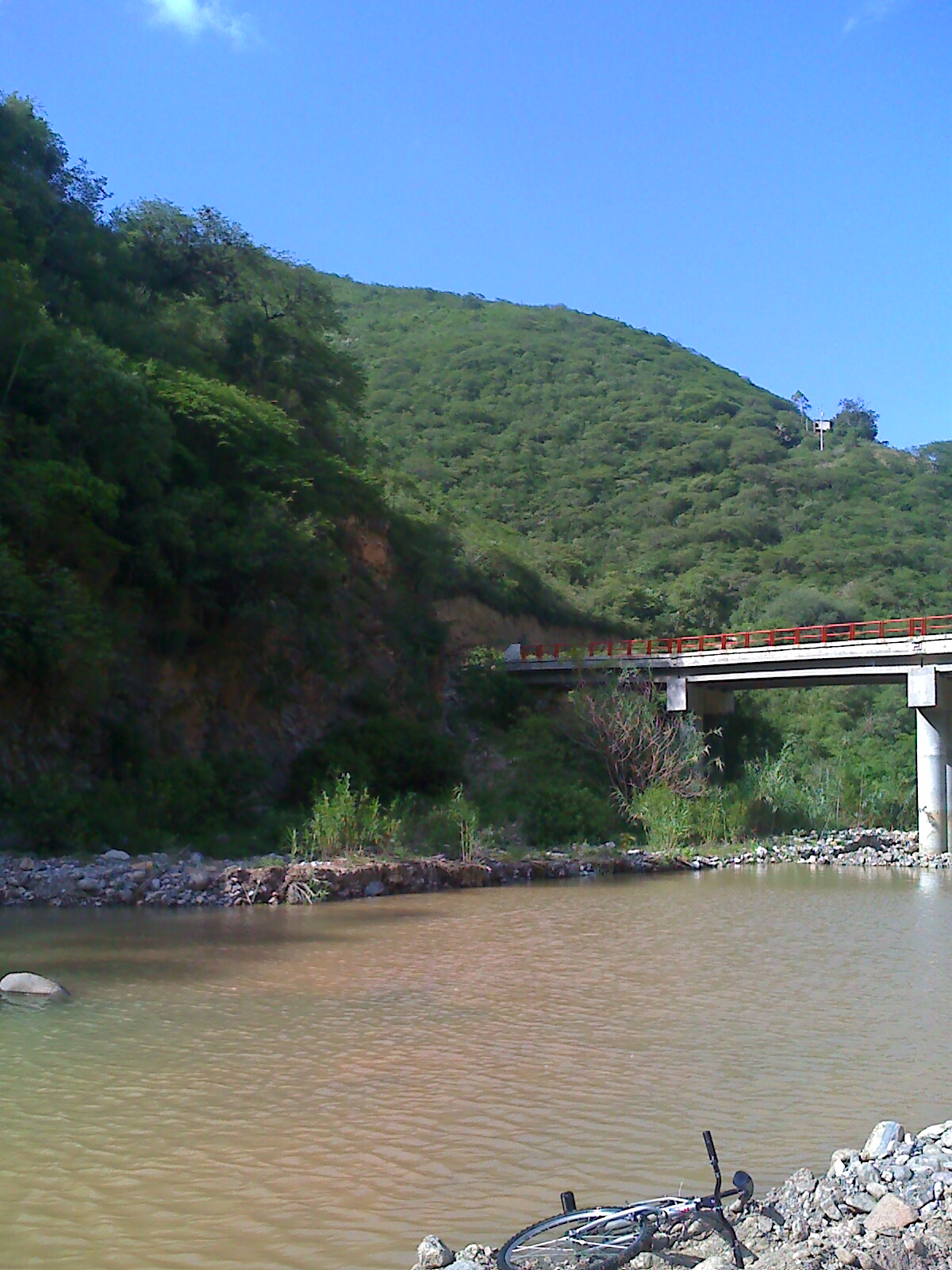
Panorámica del municipio.

En cuanto a fisiografía se encuentra dentro de las provincia del Sierra Madre Oriental; dentro de la subprovincia de Carso Huasteco. Su territorio es completamente sierra. Destacan el cerro Prieto, Bocua, Taxhay y Villa Hermosa, con alturas promedio de 1,900 metros, hasta Itatlaxco y Santo Domingo que están debajo de los 1600 metros.
En cuanto a su geología corresponde al periodo cretácico (83.96%), terciario (10.0%) y neógeno (6.0%). Con rocas tipo ígnea intrusiva: granodiorita (10.0%); ígnea extrusiva: toba ácida (2.0%) y brecha volcánica ácida (4.0%); sedimentaria: caliza (59.96%) y caliza-lutita (24.0%). En cuanto a edafología el suelo dominante es leptosol (48.0%), luvisol (28.0%) y phaeozem (23.96%).
En lo que respecta a la hidrología se encuentra posicionado en la región hidrológica del Pánuco; en las cuencas del río Moctezuma; dentro de las subcuenca del río Amajac. Cuenta con un arroyo de aguas permanentes llamada "Las Adjuntas", el cual se alimenta en su curso con otro afluentes como son los Arroyos de Texcadhó, Pijay, el Naranjo y el Aguacate.

### Clima
El territorio municipal se encuentran los siguientes climas con su respectivo porcentaje: Templado subhúmedo con lluvias en verano, más húmedo (76.0%) y semicálido subhúmedo con lluvias en verano, menor humedad (24.0%). Con una temperatura media anual de 16 °C. y con una precipitación pluvial de 470 milímetros por año, siendo su período de lluvias de marzo a septiembre.

### Ecología
La flora en el municipio está formada por encino, ocote enebro, huizache, maguey, zoyate, palma, álamo y una infinidad de arbustos. La fauna se comprende animales como, cervatillos, tigrillos, coyotes, zorras, tlacuaches, conejos, ardillas, así como algunas variedades de víboras y serpientes, destacando por su número la cascabel y la coralillo. Tiene diferentes aves como el águila, la tórtola, el colibrí, la golondrina y otros.
Parte del territorio de este municipio pertenece al parque nacional Los Mármoles, decretado como Parque nacional el 8 de septiembre de 1936 con una superficie de 23 150 ha; esta área también comprende los municipios de Jacala de Ledezma, Pacula y Zimapán.

## Demografía

### Población
De acuerdo a los resultados que presentó el Censo Población y Vivienda 2020 del INEGI, el municipio cuenta con un total de 6265 habitantes, siendo 3036 hombres y 3229 mujeres. Tiene una densidad de 25.1 hab/km², la mitad de la población tiene 29 años o menos, existen 94 hombres por cada 100 mujeres.
El porcentaje de población que habla lengua indígena es de 53.28 %, y el porcentaje de población que se considera afromexicana o afrodescendiente es de 10.01 %. En el municipio se habla principalmente Otomí del Valle del Mezquital.
Tiene una Tasa de alfabetización de 99.4 % en la población de 15 a 24 años, de 86.8 % en la población de 25 años y más. El porcentaje de población según nivel de escolaridad, es de 8.6 % sin escolaridad, el 67.2 % con educación básica, el 18.3 % con educación media superior, el 5.9 % con educación superior, y 0.0 % no especificado.
El porcentaje de población afiliada a servicios de salud es de 82.3 %. El 5.4 % se encuentra afiliada al IMSS, el 90.0 % al INSABI, el 3.0 % al ISSSTE, 2.8 % IMSS Bienestar, 0.2 % a las dependencias de salud de PEMEX, Defensa o Marina, 0.0 % a una institución privada, y el 0.1 % a otra institución. El porcentaje de población con alguna discapacidad es de 8.0 %. El porcentaje de población según situación conyugal, el 25.6 % se encuentra casada, el 30.6 % soltera, el 29.9 % en unión libre, el 5.3 % separada, el 0.3 % divorciada, el 8.4 % viuda.
Para 2020, el total de viviendas particulares habitadas es de 1755 viviendas, representa el 0.2 % del total estatal. Con un promedio de ocupantes por vivienda 3.2 personas. Predominan las viviendas con tabique y block. En el municipio para el año 2020, el servicio de energía eléctrica abarca una cobertura del 97.8 %; el servicio de agua entubada un 35.8 %; el servicio de drenaje cubre un 79.8 %; y el servicio sanitario un 92.9 %.

### Localidades

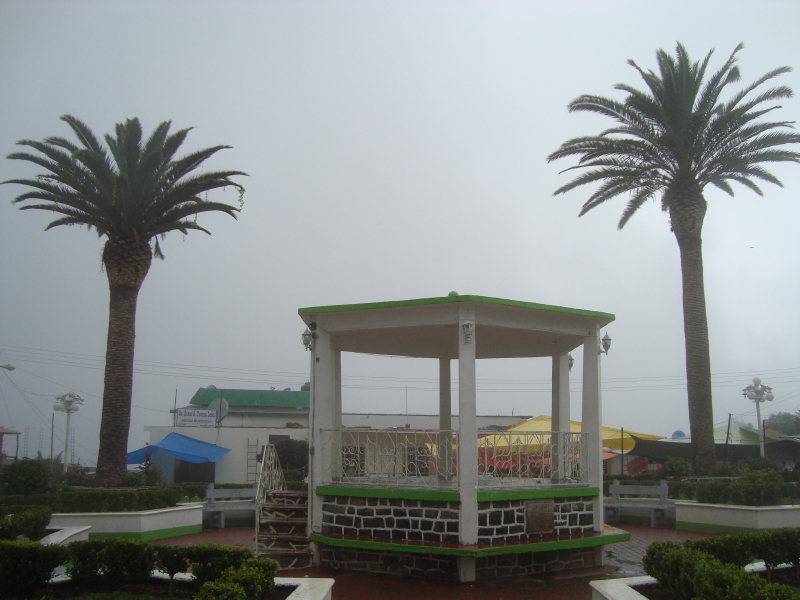
Localidad de Nicolás Flores, cabecera municipal.

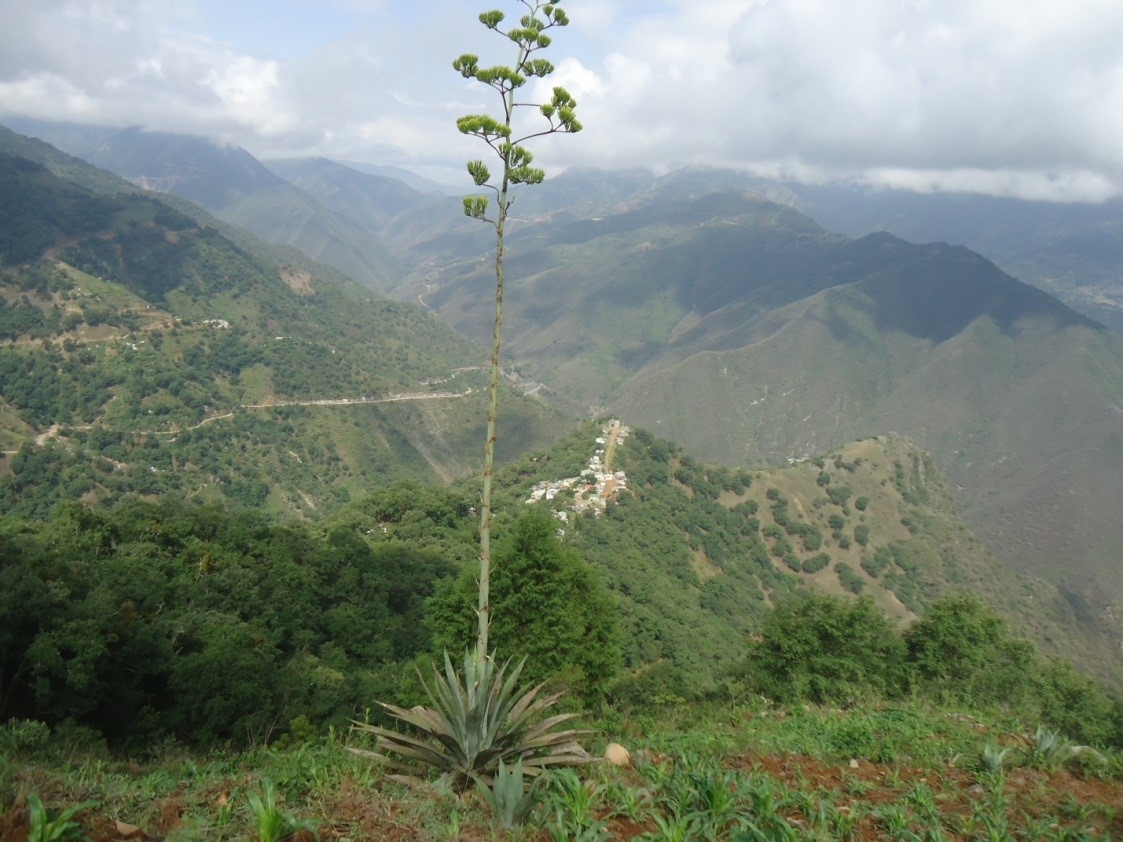
Localidad de la La Ciénega.

Para el año 2020, de acuerdo al Catálogo de Localidades, el municipio cuenta con 46 localidades.
| Código INEGI | Localidad          | Población (2020) | Porcentaje (%) | Ámbito Población | Categoría Población |
| ------------ | ------------------ | ---------------- | -------------- | ---------------- | ------------------- |
| 130430004    | Bocua              | 475              | 7.58           | Rural            | Ranchería           |
| 130430001    | Nicolás Flores     | 404              | 6.45           | Urbana           | Cabecera municipal  |
| 130430019    | Santa Cruz         | 373              | 5.95           | Rural            | Ranchería           |
| 130430022    | Texcadho           | 317              | 5.06           | Rural            | Ranchería           |
| 130430025    | Villa Hermosa      | 279              | 4.45           | Rural            | Ranchería           |
| 130430003    | Agua Limpia        | 254              | 4.05           | Rural            | Ranchería           |
| 130430030    | La Ciénega         | 254              | 4.05           | Rural            | Ranchería           |
| 130430009    | El Dothu           | 242              | 3.86           | Rural            | Ranchería           |
| 130430027    | Yudho              | 228              | 3.64           | Rural            | Ranchería           |
| 130430010    | Iglesia Vieja      | 218              | 3.48           | Rural            | Ranchería           |
| 130430023    | Tedra              | 208              | 3.32           | Rural            | Ranchería           |
| 130430028    | Zoyatal            | 201              | 3.21           | Rural            | Ranchería           |
| 130430040    | Castadho           | 197              | 3.14           | Rural            | Ranchería           |
| 130430031    | Cerro Prieto       | 186              | 2.97           | Rural            | Ranchería           |
| 130430021    | Taxhay             | 185              | 2.95           | Rural            | Ranchería           |
| 130430018    | Puerto de Piedra   | 177              | 2.83           | Rural            | Ranchería           |
| 130430013    | La Laguna          | 169              | 2.70           | Rural            | Ranchería           |
| 130430007    | El Cobre           | 159              | 2.54           | Rural            | Ranchería           |
| 130430029    | Jagüey             | 137              | 2.19           | Rural            | Ranchería           |
| 130430032    | El Molino          | 133              | 2.12           | Rural            | Ranchería           |
| 130430011    | Itatlaxco          | 120              | 1.92           | Rural            | Ranchería           |
| 130430026    | Villa Juárez       | 111              | 1.77           | Rural            | Ranchería           |
| 130430016    | Las Pilas          | 109              | 1.74           | Rural            | Ranchería           |
| 130430002    | El Aguacate        | 100              | 1.60           | Rural            | Ranchería           |
| 130430015    | Pijay              | 99               | 1.58           | Rural            | Ranchería           |
| 130430033    | Pajiadhi           | 96               | 1.53           | Rural            | Ranchería           |
| 130430008    | Cruz de Piedra     | 94               | 1.50           | Rural            | Ranchería           |
| 130430050    | Segundo Centro     | 90               | 1.44           | Rural            | Ranchería           |
| 130430006    | Cerro de la Cruz   | 78               | 1.25           | Rural            | Ranchería           |
| 130430014    | Las Milpas         | 74               | 1.18           | Rural            | Ranchería           |
| 130430020    | Santo Domingo      | 72               | 1.15           | Rural            | Ranchería           |
| 130430034    | Segundo Santa Cruz | 71               | 1.13           | Rural            | Ranchería           |
| 130430052    | Barrio Alto        | 58               | 0.93           | Rural            | Ranchería           |
| 130430024    | La Unión           | 52               | 0.83           | Rural            | Ranchería           |
| 130430017    | Segundo Pilas      | 46               | 0.73           | Rural            | Ranchería           |
| 130430046    | Puerto de Higos    | 45               | 0.72           | Rural            | Ranchería           |
| 130430041    | El Encinote        | 39               | 0.62           | Rural            | Ranchería           |
| 130430005    | La Bonanza         | 33               | 0.53           | Rural            | Ranchería           |
| 130430044    | Piedra de Sal      | 27               | 0.43           | Rural            | Ranchería           |
| 130430051    | Barrio del Tedra   | 22               | 0.35           | Rural            | Ranchería           |
| 130430042    | Los Lirios         | 13               | 0.21           | Rural            | Ranchería           |
| 130430035    | Chibirino          | 10               | 0.16           | Rural            | Ranchería           |
| 130430045    | Puerto Cangandho   | 8                | 0.13           | Rural            | Ranchería           |
| 130430047    | Puerto las Ánimas  | 2                | 0.03           | Rural            | Ranchería           |

## Política
Se erigió como municipio el 3 de marzo de 1870. El Honorable Ayuntamiento está compuesto por: un presidente municipal, un síndico y seis regidores, nueve Comisiones y, treinta y cuatro delegados municipales. De acuerdo al Instituto Nacional electoral (INE) el municipio está integrado por veintidós secciones electorales, de la 0780 a la 0801. Para la elección de diputados federales a la Cámara de Diputados de México y diputados locales al Congreso de Hidalgo, se encuentra integrado al II Distrito Electoral Federal de Hidalgo y al V Distrito Electoral Local de Hidalgo. A nivel estatal administrativo pertenece a la Macrorregión V y a la Microrregión XVIII, además de a la Región Operativa III Ixmiquilpan.

### Cronología de presidentes municipales

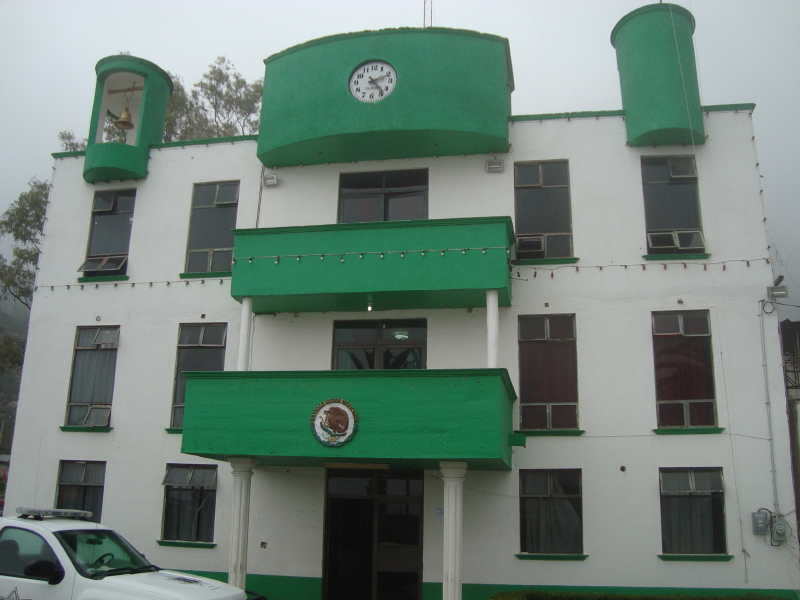
Palacio municipal de Nicolás Flores

| Periodo                  | Nombre                       | Afiliación política        |
| ------------------------ | ---------------------------- | -------------------------- |
| 1964-1967                | Darío Federico C.            | -                          |
| 1967-1970                | Maximino Castañon Z.         | -                          |
| 1970-1973                | Arnulfo Sáuz Escamilla       | -                          |
| 1973-1976                | Severino Torres Olguín       | -                          |
| 1976-1979                | Pedro Romero Reséndiz        | -                          |
| 1979-1982                | Antonio Sauz Escamilla       | -                          |
| 1982-1985                | Sixto Torres García          | -                          |
| 1985-1988                | Darío Federico Cantera       | -                          |
| 1988-1991                | Camilo Torres Federico       | -                          |
| 1991-1994                | Héctor García Leal           | -                          |
| 16/01/1994 al 15/01/1997 | Misael Torres Federico       | PRI                        |
| 16/01/1997 al 15/01/2000 | Evangelina Federico Martínez | PRI                        |
| 16/01/2000 al 15/01/2003 | Erick Torres García          | PRI                        |
| 16/01/2003 al 15/01/2006 | Sabino Olguín Chávez         | PRI                        |
| 16/01/2006 al 15/01/2009 | José Luis Cruz García        | PRD                        |
| 16/01/2009 al 15/01/2012 | Nicolás González Elizalde    | PRI                        |
| 16/01/2012 al 04/09/2016 | Einar Severiano Torres León  | PRI                        |
| 05/09/2016 al 04/09/2020 | Nicolás González Elizalde    | PAN                        |
| 05/09/2020 al 14/12/2020 | Sandy Torres González        | Concejo municipal Interino |
| 15/12/2020 al 04/09/2024 | Marcela Isidro García        | PAN-PRD                    |
| 05/09/2024 al 04/09/2027 | Nicolás González Elizalde    | PAN                        |

## Economía
En 2015 el municipio presenta un IDH de 0.625 Medio, por lo que ocupa el lugar 74.º a nivel estatal; y en 2005 presentó un PIB de $192,772,198.00 pesos mexicanos, y un PIB per cápita de $31,082.00 (precios corrientes de 2005).
De acuerdo con el Consejo Nacional de Evaluación de la Política de Desarrollo Social (Coneval), el municipio registra un Índice de Marginación Alto. El 50.3% de la población se encuentra en pobreza moderada y 28.4% se encuentra en pobreza extrema. En 2015, el municipio ocupó el lugar 74 de 84 municipios en la escala estatal de rezago social.
A datos de 2015, en materia de agricultura se cuenta con los siguientes cultivos: maíz con una superficie sembrada de 606 hectáreas y con 191 hectáreas de fríjol, además de otros cultivos como tomate y chile. En ganadería se contó 933 cabezas de bovino, 1278 de porcino, 846 de caprino, 800 de ovino y 2423 de aves de corral.
Para 2015 existen 78 unidades económicas, que generaban empleos para 160 personas. En lo que respecta al comercio, se cuenta con un tianguis, diez tiendas Diconsa, y seis tiendas Liconsa. De acuerdo con cifras al año 2015 presentadas en los censos económicos por el INEGI, la Población Económicamente Activa (PEA) del municipio asciende a 1441 de las cuales 1219 se encuentran ocupadas y 222 se encuentran desocupadas. El 45.0% pertenece al sector primario, el 22.5% pertenece al sector secundario, el 29.7% pertenece al sector terciario y 2.8% no especificaron.